# Пертинакс Младший
Публий Гельвий Пертинакс Младший (лат. Publius Helvius Pertinax Minor; приблизительно 180—212, Рим, Римская империя) — римский политический деятель, консул-суффект предположительно в 212 году, сын императора Пертинакса. После прихода последнего к власти в 193 году сенат хотел провозгласить Публия-младшего цезарем, но император отклонил это предложение. Пертинакс-старший был убит на 88-й день правления. Его сын уцелел и при Септимии Севере стал фламином отцовского культа, а при Каракалле — консулом-суффектом. Он был казнён как возможный претендент на императорскую власть.

## Биография
Публий Гельвий Пертинакс был единственным сыном незнатного римского политика, происходившего из Лигурии и носившего то же имя. Его матерью была Флавия Тициана, дочь сенатора Тита Флавия Сульпициана. В этой семье родилась и дочь, которая упоминается только в одном источнике, но о ней нет никаких данных: неизвестно даже имя.
Публий-младший впервые появляется в источниках в связи с событиями января 193 года, когда его отец был провозглашён императором после убийства Коммода. Сын нового правителя тогда был ещё подростком и ходил в школу, так что его рождение исследователи датируют приблизительно 180 годом. Сенаторы, провозгласив Пертинакса-старшего императором, хотели сделать его жену августой, а сына — цезарем, но эти почести были отвергнуты: «Пусть заслужит», — сказал Пертинакс о сыне. Тем не менее монеты с изображением Публия-младшего и титулованием его цезарем чеканились некоторое время в восточных провинциях (в частности, в Египте).
Во время правления отца Публий жил в доме деда по матери, причём оставался частным лицом. Уже в конце марта 193 года, на 88-й день правления, Пертинакс-старший был убит преторианцами, но его сыну сохранили жизнь. Наместник Верхней Паннонии Луций Септимий Север объявил себя мстителем за погибшего; он занял Рим, провозгласил себя императором и учредил культ Публия-отца, а Публия-сына сделал фламином (жрецом) этого культа. Позже Пертинакс занимал должность консула-суффекта (предположительно в 212 году). Однако в том же году он был казнён по приказу Каракаллы. Согласно Юлию Капитолину, император полагал, что Публий Гельвий стремится к власти и что он очень популярен, а потому опасен. Сыграла роль и издевательская шутка, отпущенная Пертинаксом в связи с убийством Каракаллой своего брата Геты: Публий предложил называть императора не только «Величайшим Сарматским» и «Величайшим Парфянским», но и «Величайшим Гетским» (по аналогии с прозванием «Величайший Готский»).
Пертинакс стал персонажем исторического романа Антонина Ладинского «В дни Каракаллы» (1961).